# Al Moqaouloun al-Arab
Al Moqaouloun al-Arab is een Egyptische voetbalclub uit Nasr City, een district van de hoofdstad Caïro.

## Erelijst
- Premier League: 1983
- Beker van Egypte: 1990, 1995, 2004
- Egyptische Supercup: 2004
- African Cup Winners' Cup: 1982, 1983, 1996

## Bekende (ex-)spelers
- Daouda Diakité
- Mohamed Elneny
- Mohamed Salah

Al-Ahly · Baladiyat Al-Mahalla · Ceramica Cleopatra · Al Dakhleya · ENPPI Club · Future · El Gouna · Ismaily SC · Al-Ittihad · Al Moqaouloun al-Arab · Al-Masry · National Bank of Egypt · Pharco · Pyramids · Smouha ·  Tala’ea El Gaish · Zamalek · ZED